# سرنوشت یک مرد
سرنوشت یک مرد (به ترکی استانبولی: Kader Bağlayınca) فیلمی ترکی در سبک درام، رمانتیک و کمدی به کارگردانی ارهان آکسوی محصول سال ۱۹۷۶ میلادی است. در این فیلم تاریک آکان، گولشن بوبیک‌اوغلو، قادر ساوون و رضا بیک ایمانوردی به ایفای نقش پرداخته‌اند.